# Iñaki Eskudero
Iñaki Eskudero Iñarrea, llamado Eskudero (Erasun, Navarra, 1 de febrero de 1983) es un pelotari español de pelota vasca en la modalidad de mano.
Como aficionado destacan sus victorias en el Interpueblos de Euskalherria en 2001 y 2002. Así como en el Torneo Baque de 2000 y en el Torneo Oñate de Parejas en 2002.
Como profesional ha sido subcampeón  del campeonato de parejas de 2ª categoría en 2005, 2008 y 2010.